# Мотыль, Владимир Яковлевич
Влади́мир Я́ковлевич Мотыль (26 июня 1927, Лепель — 21 февраля 2010, Москва) — советский и российский режиссёр театра и кино, сценарист. Народный артист России (2003).

## Биография
Родился 26 июня 1927 года в белорусском городке Лепель в еврейской семье. Его отец — уроженец местечка Гостынич Варшавской губернии, слесарь минского завода «Коммунар» Яков Давыдович (Данилович) Мотыль (1901—1931) — через три года после рождения сына (6 мая 1930 года) был арестован по обвинению в шпионской деятельности и отправлен в лагерь на Соловки, где менее чем через год погиб. Мать — выпускница Петроградского педагогического института имени А. И. Герцена Берта Антоновна Левина — работала воспитательницей в колонии для малолетних преступников под руководством А. С. Макаренко и впоследствии была завучем детского дома для детей репрессированных в городе Оса Пермской области. Детские годы Владимир Мотыль провёл с матерью в ссылке на Урале. Дед и бабушка по материнской линии также были сосланы на Дальний Восток, а после возвращения в Белоруссию погибли в гетто в годы немецкой оккупации.
Окончил актёрское отделение Свердловского театрального института (1948) и исторический факультет Свердловского университета (1957, заочно). Работал режиссёром Свердловского драматического театра, затем актёром и режиссёром в театрах в Сталиногорске (ныне Новомосковск Тульской области) и в Нижнем Тагиле. С 1955 года — главный режиссёр Свердловского театра юного зрителя. В 1957—1960 гг. был режиссёром Свердловской киностудии.
Свой первый самостоятельный фильм, «Дети Памира», снял в 1963 году на Таджикской киностудии.
В 1967 году снял трагикомедию на военную тему «Женя, Женечка и „катюша“», по сценарию, написанному совместно с Булатом Окуджавой. Всенародную известность В. Мотылю принёс приключенческий фильм «Белое солнце пустыни». В 1975 году В. Мотыль выпускает исторический фильм «Звезда пленительного счастья» о декабристах. Музыку ко многим фильмам писал его друг Исаак Шварц.
С начала 1970-х гг. преподавал на Высших курсах сценаристов и режиссёров следующие дисциплины: «Мастерство кинорежиссера», «Работа с актёром» , «Монтаж». В 1993—1995, 1996—1998, 2002—2004руководил режиссёрскими мастерскими.
В 1976—1985 годах В. Мотыль — художественный руководитель Студии художественных фильмов творческого объединения «Экран» телецентра «Останкино». В 1990-е годы часто выступал как художественный руководитель в фильмах молодых режиссёров. В 1999 году выбран председателем жюри IX МКФ «Послание к Человеку».
Лауреат Государственной премии Таджикской ССР имени А. Рудаки (1964, за фильм «Дети Памира»); Почётный гражданин города Душанбе (1977); Заслуженный деятель Таджикистана (1997). Награждён орденом Почёта (1996, за фильм «Белое солнце пустыни»). Лауреат Государственной премии РФ в области литературы и искусства 1997 года (1998, за фильм «Белое солнце пустыни»).
В 2004 году В. Мотыль приступил к съёмкам фильма, действие которого основано на реальных фактах из жизни его родителей, под названием «Багровый цвет снегопада», премьера которого на телевидении состоялась 17 июня 2012 года.

## Семья
Жена — актриса Людмила Васильевна Подаруева (1922—2008). Дочь Ирина, художница по костюмам; внук Аркадий Насонов, художник.
Вторая жена Раиса Куркина- прожили 6 лет, Мотыль вернулся к первой жене.

## Смерть
5 февраля 2010 года Владимир Мотыль находился дома один, когда почувствовал себя плохо. В тот же день был госпитализирован в городскую клиническую больницу № 67. Первоначально у него подозревали инсульт, но в больнице медики обнаружили перелом шейных позвонков и пневмонию.
21 февраля 2010 года примерно в 23 часа Владимир Яковлевич Мотыль скончался на 83-м году жизни. Последней его работой стал фильм «Багровый цвет снегопада», съёмки которого он закончил к своему 80-летнему юбилею.
Похоронен 25 февраля 2010 года на Востряковском кладбище в Москве.

## Фильмография

### Режиссура
- 1963 — Дети Памира
- 1967 — Женя, Женечка и «катюша»
- 1969 — Белое солнце пустыни
- 1975 — Звезда пленительного счастья
- 1980 — Лес
- 1984 — Невероятное пари, или Истинное происшествие, благополучно завершившееся сто лет назад
- 1987 — Жил-был Шишлов
- 1991 — Расстанемся, пока хорошие
- 1996 — Несут меня кони…
- 2010 — Багровый цвет снегопада

#### Прочее
- 1960 — Ждите писем (ассистент режиссёра)

### Сценарии
- 1967 — Женя, Женечка и «катюша»
- 1975 — Звезда пленительного счастья
- 1980 — Лес
- 1987 — Честь имею
- 1987 — Жил-был Шишлов
- 1991 — Расстанемся, пока хорошие
- 1993 — Охламон
- 1996 — Несут меня кони…
- 2010 — Багровый цвет снегопада

## Награды
- Почётное звание «Заслуженный деятель искусств РСФСР» (8 января 1992 года) — за заслуги в области киноискусства[17]
- (1964) Государственная премия Таджикской ССР имени А.Рудаки (1964) за фильм "Дети Памира"
- Орден Почёта (12 июля 1996 года) — за заслуги в развитии отечественного киноискусства и создание высокохудожественного фильма «Белое солнце пустыни»[18]
- Государственная премия Российской Федерации в области литературы и искусства 1997 года (6 июня 1998 года) — за художественный фильм «Белое солнце пустыни»[19]
- Почётное звание «Народный артист Российской Федерации» (1 сентября 2003 года) — за большие заслуги в области искусства[20]

## Сочинения
- Мотыль В. Павел Луспекаев // Актёры советского кино. Вып. 9. / Ред-сост. А. М. Сандлер. М.: Искусство, 1973. С.168—183.
- Мотыль В. Я. «Очень не хочется снимать халтуру…» : [сборник] / Владимир Мотыль; [автор очерка — Сергей Урсуляк, составитель Наталья Галаджева, художественное оформление — Татьяна Костерина]. — М. : РИЦ АРИАДНА, 2017. — 312 с. : ил. — (Мастер-класс). — ISBN 978-5-9903680-1-9